# Szkotowka
Szkotowka (ros. Шкотовка) – rzeka o długości 59 km w rosyjskim Kraju Nadmorskim, uchodzi do Zatoki Ussuryjskiej.
W 1972 roku nazwana na cześć rosyjskiego oficera Nikołaja Szkota, wcześniej nosiła nazwę Cymuche (ros. Цимухе).